# Josef Tscholl
Josef Tscholl (* 16. Februar 1928 in Dorf Tirol; † 15. November 2018 in Brixen) war ein Südtiroler Priester und römisch-katholischer Theologe.

## Leben
Josef Tscholl studierte Philosophie und Katholische Theologie und empfing am 10. Oktober 1954 in Rom die Priesterweihe. Er war in der Seelsorge in Partschins im Vinschgau und Leifers im Südtiroler Unterland tätig. Von 1958 bis 1964 war er als Professor am Priesterseminar in Trient und von 1965 bis 1993 als Professor für Philosophie an der Philosophisch-Theologischen Hochschule in Brixen tätig. 1993 wurde er entpflichtet.
Er engagierte sich im regionalen Natur- und Umweltschutz und setzte sich in Literatur, Medien und Alltag mit dem Südtiroler Dialekt auseinander. Josef Tscholl starb 2018 im Brixner Bürgerheim.

## Ehrungen
- Verdienstkreuz des Landes Tirol (2005)

## Schriften
- Gott und das Schöne beim Hl. Augustinus, Löwen 1967 (Dissertation)
  - in italienischer Sprache: Dio & il Bello in sant’Agostino, Edizioni Ares Milano 1996, ISBN 978-88-81551-28-6
- Die Grenzen des Transzendentalen bei Kant (Armando Rigobello: I limiti del trascendentale in Kant), deutsche Übersetzung von Josef Tscholl, 1968
- Karl Golser; Johann Mayr; Josef Tscholl: Weisheit und Kult : Festschrift zur Emeritierung von Johann Mayr und Josef Tscholl, A. Weger Brixen 1993
- Die jetzige Südtiroler Mundart in Wortschatz und Struktur, A. Weger Brixen 1999, ISBN 978-88-85831-61-2
- Vocabolario della parlata sudtirolese, A. Weger Brixen 1999, ISBN 978-88-85831-94-0